# Carl Holmberg
Carl Johan Severin Holmberg (Malmö, 1884. március 9. – Malmö, 1909. december 1.) olimpiai bajnok svéd tornász.
Részt vett az 1908. évi nyári olimpiai játékokon, és tornában csapat összetettben aranyérmes lett.
Testvéreivel, Arvid Holmberggel és Oswald Holmberggel együtt lett olimpiai bajnok.
Klubcsapata a Malmö GFK volt